# Пальчевский, Богдан Алексеевич
Богдан Алексеевич Пальчевский (укр. Богдан Олексійович Пальчевський; род. 22 ноября 1944 года) — украинский учёный, инженер-механик, доктор технических наук, профессор, заведующий кафедрой упаковки и автоматизации производственных процессов Луцкого национального технического университета с 2000 по 2017 годы.

## Биография
Родился 22 ноября 1944 года в селе Качановка Тернопольской области. Закончил в 1961 году с золотой медалью среднюю школу в г. Львове, в 1967 году получил специальность инженера-механика в Львовском политехническом институте. Прошел творческий путь от инженера-конструктора, затем инженера исследовательской лаборатории Львовского объединения «Электрон», аспиранта, старшего научного сотрудника, заведующего научно-исследовательской лаборатории, затем старшего преподавателя и доцента кафедры технологии машиностроения Львовского политехнического института.
В 1979—1983 годах был командирован для преподавания за рубежом под эгидой ЮНЕСКО (Тунис), в 1985-89 годах исполнял совместную работу с коллегами из Цвиккау (Германия), с 1992 по 1996 годы повторно был на преподавательской работе в Тунисе в должности профессора Национальной инженерной школы Туниса, где подготовил двух кандидатов наук.
В январе 2000 года был приглашен ректором Луцкого национального технического университета для создания кафедры упаковки и автоматизации производственных процессов. Одновременно занимал должность проректора по международным связям Луцкого национального технического университета.
С 2000 по 2017 год — заведующий кафедрой упаковки и автоматизации производственных процессов Луцкого национального технического университета.
С 2017 по 2019 — профессор кафедры прикладной механики Луцкого национального технического университета.

## Научная и учебно-методическая работа
В 1972 защитил кандидатскую диссертацию по тематике автоматизации нанесения покрытий, предварительно изготовленных в виде пленки, на елементы приборов.
В 1999 -докторскую диссертацию на тему «Моделирование и автоматизация технологических процессов изготовления штучных изделий из легкоповреждаемых полуфабрикатов».
Является автором 16 монографий и учебных пособий и более 310 научных трудов.

### Результаты научных исследований
1.	Разработаны математические модели:
- транспортирования полуфабрикатов легкоповреждаемых деталей в автоматических технологических системах;
- модель транспортного процесса в технологических системах, который представлен как последовательность сопряжений заготовок с приемными устройствами технологической системы;
- надежности технологической системы, учитывающая как отказы по качеству изделия, так и отказы по транспортированию заготовок;
- литья пленки из пасты на движущуюся подложку;
- модель изделия на основе её описания с помощью функциональных модулей поверхностей, между которыми выделено два вида связей — геометрических, для их объединения в отдельные детали, и механических, которые описывают объединение деталей в изделии.

2.	Разработаны алгоритмы и компьютерные программы для:
- алгоритм определения оптимальной последовательности технологических переходов на основе анализа отношений предшествования между ними и компьтерная программа «PreMat — матрица предшествования»
- алгоритм автоматического группирования деталей для токарной обработки в условиях гибкого автоматизированного производства;
- алгоритм оптимизации структуры технологической линии разлива жидкостей и компьтерная программа «Optima — оптимизатор автоматической линии»;
- алгоритм оптимизации структуры гибкой производственной системы и компьтерная программа «ProLine — оптимизационный синтез структуры ГПС».

3. Разработана методика организации учебного процесса студентов по направлению «Инженерная механика» специальности «Машины и технологии упаковки».
4. Под руководством Б. А. Пальчевского разработано, изготовлено и внедрено в производство для предприятий Минобороны СССР и для предприятий современной Украины ряд машин, автоматов и автоматических линий, которые работают по настоящее время, среди них:
- технологическая линия для изготовления катодно-подогревательного узла з малым временем готовности, которая включает три оригинальных технологических машины (технология, линия и конструкция технологических машин захищены закрытыми а.с. СССР), г. Новосибірськ, РФ;
- ряд машин для изготовления специальных прецизионных композитных никелегубчатых, керамических и других пленок (гг. Львов — Украина, Санкт-Петербург — РФ);
- первая на Западной Украине гибкий автоматизованный участок из 8-ми специально розработанных РТК для групповой токарной обработки группы из 28 медных деталей для мощных генераторных электронных приборов в форме тел вращения из годовой программой 270500 деталей. Суммарный годовой экономический эффект от внедрения превысил 600 тыс. руб. в ценах 1990 года;
- выполнен ряд госбюджетных научно-исследовательских работ, касающихся исследования и разработки средств автоматизации упаковочного производства, а именно разработана методика и программа оптимизационного синтеза структуры автоматизированных линий и машин-автоматов упаковки, методика и программа оптимизационного синтеза структуры гибких производственных систем упаковки;
- выполнен ряд хоздоговорных научно-исследовательских работ, касающихся разработки и изготовления средств автоматизации финишной обработки шаровых элементов запорной арматуры диаметром 75-100 мм, машины для упаковки габаритных грузов, а также модернизации упаковочного оборудования для упаковки сыпучих материалов;
- разработан способ непрерывного информационного контроля алкогольной продукции при её производстве, перемещении и реализации, защищенный 4 патентами Украины.

### Руководство аспирантурой
Подготовил двух научно-педагогических кадров высшей квалификации в Высшей инженерной школе Туниса и подготовил ряд научно-педагогических кадров высшей квалификации в Луцком национальном техническом университете по специальностях 05.13.07 — автоматизация процессов управления и 05.02.02 — машиноведение. Все подготовленные научно-педагогические кадры работают в сфере высшего образования за рубежом и в Украине.

### Отдельные научные публикации
1. Пальчевский Б. А., Кодра Ю. В., Завербный А. Р. Механизация технологического процесса загрузки подогревателей в керамическую плёнку// Электронная техника. Серия 7: Технология, организация производства и оборудование.- 1977.- Вып.4(83).- С. 84-88.
2. Пальчевский Б. А. Синтез многооперационного технологического оборудования на примере нанесения толстых пленок // Электронная техника. Серия 7: Технология, организация производства и оборудование.- 1981.- Вып.5.- С. 20-26.
3. Пальчевский Б. А. Определение надежности самовосстанавливаемой гибкой производственной системы // Механизация и автоматизация производства.- 1988.- № 9.- С. 32-34.
4. Пальчевский Б. А., Жагаляк Н. Н., Зафийовский Р. Ю. Автоматизация процесса изготовления сложных пластинчатых деталей// Кузнечно-штамповочное производство.-1991.- № 1.- С. 35-36.
5. Пальчевский Б. А., Пеклич З. И., Гонтаревский С. И., Ступницкий В. В. Обеспечение рационального использования оборудования ГПС // Станки и инструмент.- 1989.- № 11.- С. 4-6.
6. Palczewski B.A. Wyznaczanie niezawodnosci automatycznego systemu montazowego // Zeszyty naukowe Politechniki Rzeszowskiej: Mechanika, z. 33.- 1992.- NR 97.- C.41-48.
7. Пальчевський Б. О. Технологія структурного проектування технологічних комплексів // Оптимізація виробничих процесів і технічний контроль у машинобудуванні і приладобудуванні: Вісн. Нац. ун-ту «Львів. політехн.».- Львів: Вид-во Львівської політехніки, № 746, 2012.- С. 201—206.
8. Palchevskyi B., Varanitskyi T. Analisys of variability of the family of packages and thew versatile packaging machine design // Applied computer science, Journal of science.-Lublin: Lublin university of technology, 2012, Vol.8, No 2, p. 22-32.
9. Пальчевський Б. О. Інформаційні технології керованого синтезу синтезу функціонально-модульної структури технологічного обладнання // Технологічні комплекси: Науковий журнал.- Луцьк: видавництво Луцького НТУ, 2013, № 1(7), с.19-28.
10. Пальчевський Б. О., Крестьянполь Л. Ю. Модель порівняльного аналізу ціноутворення горілчаної продукції з урахуванням вартості системи захисту від фальсифікації // Актуальні проблеми економіки, № 10 (184), 2016.-с.444-452 (Скопус — індекс 0,124, індекс Хірша=6)
11. B.Palchevskyi, A. Swic, H. Krestyanpol . INCREASING EFFICIENCY OF FLEXIBLE MANUFACTURING SYSTEMS BASED ON COMPUTER PRODUCT GROUPING // Advances in Science and Technology Research Journal, Volume 12, Issue 2, June 2018, pages 6-10 — DOI: 10.12913/22998624/92093 (WOS)
12. B.Palchevskyi, O.Krestianpol, L. Krestianpol. Principles of designing and developing intelligent manufacturing systems of packaging — 3 //// Machines, technologies, materials, International journal for science, technics and innovations for the industry.-Sofia: Union of Mechanical Engineering «Industrie 4.0», 11/ 2017, p. 515—519
13. B.Palchevskyi. IMPROVING THE EFFICIENCY OF INTELECTUAL PACKAGING SYSTEMS // Technological complexes.-Scientific journal.- Lutsk:Lutsk national technical university, 2018, № 1(15).- p. 4-14.
14. B.Palchevskyi. DIGITAL MODELS APPLICATION IN INTELECTUAL PACKAGING MANUFACNURING //// Machines, technologies, materials, International journal for science, technics and innovations for the industry.-Sofia: Union of Mechanical Engineering , 11/ 2018, p. 453—457.
15. Пальчевський Б. О. Класифікація і аналіз технологічних машин за характером взаємодії їх робочих і інформаційних процесів // Технологічні комплекси.-Науковий журнал.- Луцьк: Видавн-во Луцького НТУ, 2019, № 1(16).-с.5-20.- DOI: 10.36910/2312-0584-16-2019-01
16. B.Palchevskyi, O.Krestianpol, L. Krestianpol. THE USE OF ANYLOGIC SYSTEM FOR MODELLING A FLEXIBLE AUTOMATED PACKING SYSTEM IN TRAINING ENGINEERING STUDENTS // Information Technologies and Learning Tools, 2020, Vol.75,N 1, p. 225—236. — ORCID ID 0000-0002-4000-4992.- DOI: https://doi.org/10.33407/itlt.v75i1.2714 (WOS)

### Учебные пособия
1. Пальчевський Б. О., Крестьянполь О. А., Бондарчук Д. В. Розрахунок функціональних пристроїв пакувальних машин.-Луцьк: Вежа-Друк, 2014.-264 с.
2. Пальчевський Б. О., Крестьянполь О. А., Валецький Б. П., Бондарчук Д. В., Рак В. С. Основи САПР пакувального обладнання.- Луцьк: РВВ ЛНТУ, 2008.- 154 с.
3. Пальчевський Б. О. Автоматизація технологічних процесів (виготовлення і пакування виробів): Навчальний посібник.-Львів: Світ, 2007.-392 с.
4. Пальчевський Б. О. Дослідження технологічних систем. Навчальний посібник — Львів: Світ, 2001.- 238с.
5. Пальчевський Б. О. Технологiчнi основи гнучкого автоматизованого виробництва: Навчальний посiбник.- Львiв: Свiт, 1994.- 208 с.
6. Пальчевский Б. А. Научное исследование: объект, направление, метод.- Львов: Вища школа. Изд-во при Львов. ун-те, 1979.- 180с.

### Монографии
1. Palchevskyi B. Construction principles of integrated computer-aided design of technological machines // Monografie: Modelowanie i sterowanie systemami wytworczymi.-Lublin: Politechnika Lubelska, 2015, p. 29-39.
2. Пальчевський Б. О., Крестьянполь О. А., Крестьянполь Л. Ю. Інформаційні технології в проектуванні системи захисту пакованої продукції.-Луцьк: Вежа-Друк, 2015.-160 с.
3. Palchevskyi Bogdan,Antoni Swic, …Komputerowo zintegrowane proektowanie elastycznych systemow produkcyjnych: monografia.-Lublin: Politechnika Lubelska, 2015.-376 p.
4. Palchevskyi B. Construction principles of integrated computer-aided design of technological machines // Monografie: Modelowanie i sterowanie systemami wytworczymi.-Lublin: Politechnika Lubelska, 2015, p. 29-39.
5. Пальчевський Б. О., Крестьянполь О. А., Крестьянполь Л. Ю. Інформаційні технології в проектуванні системи захисту пакованої продукції.-Луцьк: Вежа-Друк, 2015.-160 с.
6. Інформаційне забезпечення гнучких виробничих систем: монографія //Богдан Пальчевський, Антоні Швіц, Володимир Павлиш та інші; За заг. ред. Богдана Пальчевського і Антоні Швіца.-Луцьк: Вежа-Друк, 2014. — 344 с.
7. Пальчевський Б. О., Шаповал О. М., Великий О. А. Оптимізаційний синтез функціонально-модульної структури пакувального устаткування: монографія / за ред. проф. Пальчевського Б. О.-Луцьк: Луцький НТУ, 2013.-165 с.
8. Palchevskyi B. Information Aspects of Optimisation Synthesis of Functional-Modular Structure of Technological Equipement // Monografie: Optimization of Production Process.-Lublin: Politechnika Lubelska, 2013, p. 75-89.
9. Palchevskyi B., Varanitskyi T. Genetic-Based Approach to the Functional Modular Structure Design of Packaging Machines // Monografie: Computer Aided Production Engineering.-Lublin: Politechnika Lubelska, 2013, p. 20-31.
10. Пальчевський Б. О. Інформаційні технології проектування технологічного устаткування.- .-Луцьк: РВВ Луцького НТУ, 2012.-572 с.

## Членство в организациях
Профессор Б. А. Пальчевский является:
- действительным членом гражданского объединения Национальной Академии Наук высшего образования Украины;
- действительным членом Подъемно-транспортной Академии наук Украины;
- членом Клуба упаковщиков Украины;
- членом двух специализированных учёных советов по защите докторских и кандидатских диссертаций;
- ответственным редактором научного журнала «Технологические комплексы» Луцкого национального технического университета;
- членом редакционной коллегии международного журнала «Applied computer science» (г. Люблин, Польша);
- членом редакционной коллегии журнала «Упаковка» (г. Киев);
- членом редакционной коллегии межвузовского весника «Научные заметки» (г. Луцк);
- членом редакционной коллегии межведомственного научно-технического сборника «Автоматизация производственных процессов в машиностроении и приборостроении» Национального университета «Львовская политехника»;
- членом редакционной коллегии научно-технического сборника «Товароведческая экспертиза» (г. Луцк).
- членом правления гражданского объединения «Восточноукраинское научное общество» (г. Луцк).

## Награды
- Медаль Ярослава Мудрого, (2016 год).
- Почетное звание «Заслуженный деятель науки и техники Украины» (Указ Президента Украины от 2015 года).Награжден в 1986 году
- Почетное звание «Заслуженный профессор Луцкого национального технического университета» (2014 год).
- Лауреат обласной премии в области науки Волынского областного совета (2013 год).
- Награда «Отличник образования Украины» (2006, Украина).
- Знак «Изобретатель СССР» (1986 год).
- Золотая медаль за окончание средней школы в г. Львове (1961 год).